# Florian Munteanu
Florian Munteanu (ur. 13 października 1990) – rumuński bokser, aktor i model fitness urodzony w Niemczech, nazywany „Big Nasty”, który startował w kategorii wagi ciężkiej i był ambasadorem SuperKombat. Odtwórca roli Viktora Drago, syna Ivana Drago, w sequelu Creed II (2018).

## Życiorys

### Wczesne lata
Urodził się i wychowywał w Monachium w rodzinie chrześcijańskiej. Jego ojciec był także zawodowym bokserem i sportowcem. Tym samym stał się największą inspiracją dla Munteanu w młodym wieku do treningów siłowych i ćwiczeń.
Studiował na kierunku media stosowane na uniwersytecie nauk stosowanych w Mittweida w Saksonii. W 2014 ukończył studia i uzyskał tytuł licencjata.

### Początki kariery
Jego przydomek „Big Nasty” wymyślili fani ze względu na jego muskulaturę i budowę ciała. Jako fotomodel fitness zdobył 230 tys. obserwujących Instagram.
W 2016 wystąpił w epizodycznej roli Razvana w niemieckim dramacie krótkometrażowym Bogat. Munteanu podpisał kontrakt z The Gersh Agency w Los Angeles w Kalifornii. Został ambasadorem SuperKombat, organizacji walk z siedzibą w Bukareszcie, w Rumunii. 

### Creed II
W momencie, kiedy na początku 2018 Sylvester Stallone ogłosił, że syna Ivana Drago w sequelu Creeda: Narodzin legendy zagra Florian Munteanu, w opisach zapowiedzi premiery filmu na stronach internetowych nazywano go „zawodowym bokserem wagi ciężkiej” lub „zawodnikiem mieszanych sztuk walki”, co wywołało wiele kontrowersji, bo nie można było znaleźć jakichkolwiek zapisów o zawodniku w bokserskich bazach danych. Według innych źródeł Munteanu stoczył 70 amatorskich walk, lecz nie było ani jednej wzmianki o karierze boksera zawodowego. Do roli Drago musiał zrzucić 9 kg, a tymczasem w październiku 2018 Domino’s Pizza ogłosiła go ambasadorem sieci.
Florian Munteanu został obsadzony w Creed II (2018) jako Viktor Drago, syn byłego radzieckiego boksera Ivana Drago, którego w Rockym IV (1985) zagrał Dolph Lundgren, i Ludmilly Drago (w tej roli Brigitte Nielsen), która porzuciła go w okresie niemowlęcym. Drago był rywalem postaci Adonisa Creeda (Michael B. Jordan), boksera, który przygotowuje się do najważniejszej walki w swojej karierze, i jego trenera, Rocky’ego Balboa’y (Sylvester Stallone). Scenariusz napisał Stallone. Była to ósma odsłona hollywoodzkiej serii Rocky. Światowa premiera odbyła się 21 listopada 2018.
Munteanu trafił na okładkę „Muscle & Fitness” (w październiku 2018) i „Men’s Health” (w grudniu 2018) z Dolphem Lundgrenem.

### Rozwój kariery
W produkcji Filmowego Uniwersum Marvela, Shang-Chi i legenda dziesięciu pierścieni (2021), zagrał superzłoczyńcę Razora Fista. Dołączył do trzeciego sezonu serialu Wikingowie: Walhalla (2023) jako postać historyczna Georgios Maniakes, generał Cesarstwa Bizantyńskiego.

## Filmografia
| Rok  | Film                                      | Rola                                   | Reżyser               |
| ---- | ----------------------------------------- | -------------------------------------- | --------------------- |
| 2016 | Bogat (film krótkometrażowy)              | Razvan                                 | Valentin Kruse        |
| 2018 | Creed II                                  | Viktor Drago                           | Steven Caple Jr.      |
| 2021 | Shang-Chi i legenda dziesięciu pierścieni | Razor Fist                             | Destin Daniel Cretton |
| 2022 | Najemnik (The Contractor)                 | Kauffman                               | Tarik Saleh           |
| 2023 | Creed III                                 | Viktor Drago                           | Michael B. Jordan     |
| 2024 | Wikingowie: Walhalla (Vikings: Valhalla)  | Georgios Maniakes (serial; 8 odcinków) | David Frazee          |
| 2024 | Borderlands                               | Krieg                                  | Eli Roth              |